# 苯茚胺
苯茚胺是一种抗組織胺藥和抗膽鹼劑，分子式C19H19N，结构上与塞浦西他啶类似，由罗氏集团在1940年代开发。